# Brian Murphy
Brian Murphy (Ventnor, 25 settembre 1932 – Kent, 2 febbraio 2025) è stato un attore britannico.

## Biografia
Inglese dai tratti tipici, capelli rossi, occhi chiari e carnagione pallida, nacque nel 1932 a Ventnor, sull'Isola di Wight. Era un ragazzo timido e, durante gli anni dell'adolescenza, si trasferì sulla terraferma per cercare di realizzare il suo sogno più grande, quello di recitare nei teatri di Londra.
Verso la fine degli anni cinquanta entrò nella compagnia teatrale di Joan Maud Littlewood, con la quale, negli anni successivi, comparve in molte trasposizioni sui palcoscenici londinesi. A partire dal 1961 conobbe una discreta popolarità lavorando in parecchie serie televisive, tra cui The Avengers, Z Cars e Comedy Workshop: Love and Maud Carver.
Nel 1963 debuttò nel cinema con la commedia Sparrows Can't Sing, e continuò ad apparire in piccole parti, fino al primo importante ruolo ne I diavoli (1971) di Ken Russell, con Vanessa Redgrave e Oliver Reed.
Dalla seconda metà degli anni settanta conobbe un notevole successo in televisione, prima con Un uomo in casa e soprattutto, dal 1976 fino al 1980 con George e Mildred, che lo consacrò e lo rese famoso in tutto il mondo, nel ruolo di George Roper, marito nullafacente della straordinaria e istrionica protagonista femminile, Yootha Joyce, nel ruolo di sua moglie Mildred. La serie narra della vita di una coppia, che vive in una villetta di un quartiere signorile di Londra, Hampton Wick, avuta dopo lo sfratto per morosità da un'altra abitazione. George Roper è un uomo sulla mezza età, svogliato, disoccupato, con un riporto di radi capelli, che passa le sue giornate a leggere il giornale sulla poltrona di casa e a bere nel vicino bar. Mildred Roper, anch'ella sulla cinquantina, viso molto truccato e una folta capigliatura bionda, vorrebbe conquistarsi le simpatie del quartiere, sfoggiando un inesistente benessere sociale ma non ci riesce, esibendosi con vestiti improbabili e vistosi orecchini di bigiotteria scadente. Oltretutto è ossessionata dalle visite della ricca sorella sposata con un commerciante di frattaglie, e le due non esitano a beccarsi appena possibile, sotto gli sguardi indifferenti dei rispettivi mariti. Il telefilm ebbe un successo mondiale e durò 5 stagioni, fino alla morte dell'attrice protagonista, Yootha Joyce, nel 1980. 
Successivamente Murphy, colpito dalla perdita della compagna di lavoro, abbandonò le scene per qualche tempo, per ritornare nel 1981 con The Incredible Mr Tanner, Paul Merton's Life of Comedy (1994) e The Bill. Tra i lavori più recenti The All Star Comedy Show (2002) e alcune apparizioni al The Catherine Tate Show. Tornò alla ribalta con un ruolo da coprotagonista in una ventina di episodi della serie televisiva Last of the Summer Wine. Tra i suoi ultimi lavori, The Booze Cruise III, del 2006.

## Vita privata
L'attore era sposato da molti anni con l'attrice Linda Regan.

## Filmografia parziale

### Cinema
- I diavoli (The Devils), regia di Ken Russell (1971)
- Il boy friend (The Boy Friend), regia di Ken Russell (1971)

### Televisione
- Agente speciale (The Avengers) – serie TV, episodio 1x14 (1961)
- Dixon of Dock Green – serie TV, episodio 19x13 (1972)
- Un uomo in casa (Man About the House) – serie TV, 39 episodi (1973-1976)
- George e Mildred (George & Mildred) – serie TV, 38 episodi (1976-1979)